# Gissi
Gissi es un municipio situado en el territorio de la Provincia de Chieti, en Abruzos, Italia.

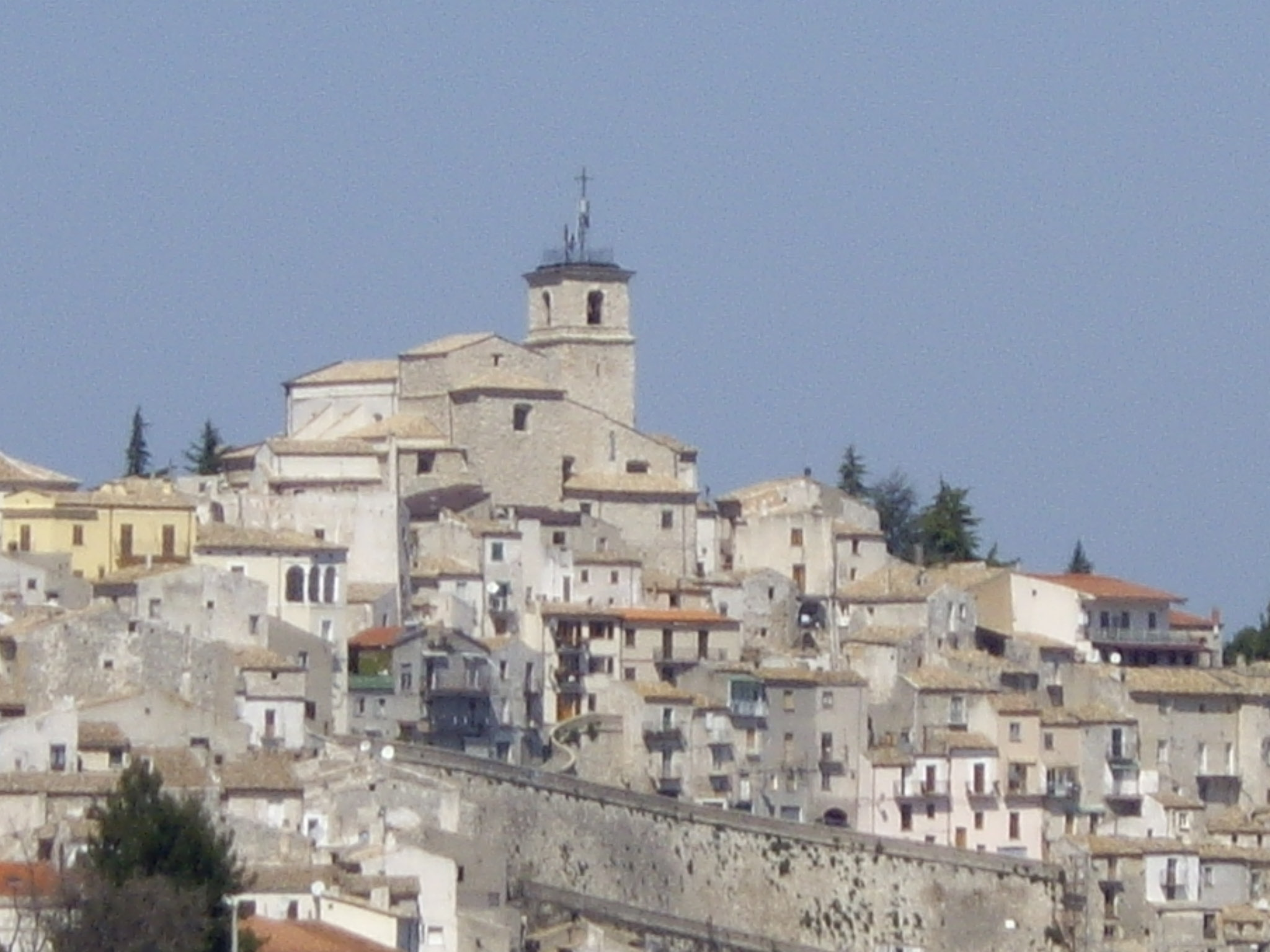
Gissi

## Demografía
| Gráfica de evolución demográfica de Gissi entre 1861 y 2001 |
|                                                             |
| fuente ISTAT - elaboración gráfica a cargo de Wikipedia     |

- Datos: Q51238
- Multimedia: Gissi / Q51238

1. ↑  Worldpostalcodes.org, código postal n.º 66052.
2. ↑  «Codici Catastali». Comuni-italiani.it (en italiano). Consultado el 29 de abril de 2017.